# Fermob
 (mai 2025).
Fermob est un fabricant français de mobilier d'extérieur en métal.

## Historique

### De l’atelier de maréchal ferrant à la création de Fermob
L'atelier dont est issue l'entreprise actuelle a été créé par une famille d’artisans originaire de Thoissey, les Ségéral alors principalement maréchal-ferrant, et spécialiste du travail du fer et de la fabrication de portails en fer, à la fin du XIXe et le début du XXe siècle. En 1953, le fils du fondateur, Raymond Ségéral, diplômé des Arts et Métiers, passe du stade artisanal au stade industriel en mécanisant la fabrication du mobilier de jardin.
La PME se développe comptant dans les années 1970 près de 60 compagnons jusqu’à la mort de Raymond Ségéral et son rachat en 1977 par Neyrat-Peyronie, fabricant de parapluies et de parasols, qui la renomme Fermob. L’irruption du plastique dans le mobilier de jardin amorce une période de lent déclin jusqu’en 1989 où elle réduit drastiquement son activité face à cette concurrence nouvelle et importante[réf. souhaitée].
Cette concurrence du plastique est notamment liée à l’essor dans ce même département de la Plastics Vallée d’Oyonnax avec des acteurs économiques importants en dans ce domaine d’activités tel que Grosfillex[réf. souhaitée].
Grosfillex a lancé en 1981 un produit très innovant pour l’époque : une chaise en plastique monobloc et empilable, à la différence de chaise bistro Simplex de Fermob qui est uniquement pliable. Ces chaises plastiques sont fabriquées à partir de moules géants et ont une durée de vie de 20 à 30 ans. Elles sont maintenant totalement recyclables.

### Chaise bistroSimplex
En 1889, un brevet d’invention est déposé par un certain Edouard Leclerc : il s’agit d’une chaise articulée baptisée Simplex. Cette invention est adoptée par les limonadiers pour la simplicité avec laquelle elle se replie,. Cette particularité leur évite aussi de payer une patente pour une terrasse fixe,. Le brevet finit par atterrir dans les mains de la famille Ségéral, implantée depuis la fin du XIXe siècle à Thoissey, dans l’Ain. Les Ségéral sont alors principalement des maréchaux-ferrants, dont l’activité fait face à l’essor du nouveau moyen de locomotion que constitue l’automobile. Ils entreprennent donc de diversifier leurs activités avec la fabrication de portails pour les maisons de campagne de la bourgeoisie lyonnaise et le mobilier de ferronnerie pour les extérieurs. Par la suite, la chaise est renommée « Bistrot » et de nos jours, l'entreprise en écoule 150 000 exemplaires par an.

### Renouveau de l’entreprise à partir de 1989
Diplômé d’EM Lyon, Bernard Reybier rachete l’entreprise Fermob en 1989 alors que celle-ci ne comptait plus que 14 employés et se trouvait en difficultés financières. C'est lui qui est à l'origine du large développement et renouveau de la marque entre autres en multipliant les coloris.
L’usine Fermob est implantée depuis plus de 65 ans dans l’Ain d’abord à Thoissey à sa création, puis à Saint-Didier-sur-Chalaronne à partir de 1980 et emploie environ 300 personnes. En 1989, la reprise par Bernard Reybier marque un tournant dans l'histoire de l'entreprise.

## Activité économique de l’entreprise

### Faits économiques et croissance de l’entreprise
Depuis 2008, Fermob est partenaire de l’opération Paris Plages.
En juin 2014, la chaise bistro issue du brevet d’invention Simplex s'écoule annuellement plus de 100 000 exemplaires.
En 2014, Fermob reprend l’entreprise Roland-Vlaemynck, placée en redressement judiciaire en 2013. Il conserve 62 salariés sur 121 en préservant le site de Mâcon et son show-room. Roland-Vlaemynck est assez bien implanté dans le réseau hôtelier et restauration, mais peu au niveau grand public et c’est l’inverse de Fermob.
Le 27 septembre 2016, la société Rodet, leader du mobilier en tube métallique pour les collectivités est reprise par le Groupe Fermob. Elle avait lancé sa collection Rodet Home toujours de fabrication française en 2014. Elle assurait pour le compte de Lafuma la fabrication des armatures métalliques des sacs à dos en toile, notamment destinés à l’armée française[réf. souhaitée].
En 2017, le chiffre d’affaires de Fermob s’élève à 67 millions d'euros, avec +17 % de croissance et plus de 50 % des ventes sont effectuées à l’étranger, notamment vers l’Allemagne et les États-Unis. Courant 2018, l’entreprise compte 217 salariés en France. La progression économique importante s’explique par une modernisation de la stratégie et un positionnement en milieu de gamme par rapport au marché.
En 2018, le spécialiste du mobilier de jardin et de terrasse signe sa 29e année de croissance économique (+ 14 % en 2018).
En 2019, le chiffre d’affaires continue encore de croître pour dépasser les 79,5 millions d’euros et les effectifs sont de 241.
En 2020, Fermob fait son entrée dans le TOP 25 des champions de la croissance du journal économique Les échos. Le chiffre d'affaires l'année suivante avoisinne les 100 millions d'euros, avec toujours environ la moitié réalisée à l'export.

### Développement international
Le design de Fermob a séduit un nombre d’acheteurs croissant et ses produits ont été choisis pour équiper plusieurs destinations emblématiques, notamment à New York :
- Times Square avec la chaise Bistro ;
- Broadway ;
- Bryant Park ;
- Jardin du Luxembourg avec une chaise créée en 1923[3]. ;
- le siège de Google[10] ;
- l'école 42[10] ;
- l'Université Harvard[16].

En 2015, Fermob fait son entrée sur le marché chinois avec une ouverture de magasin Show-room à Pékin, et prévoit rapidement d’ouvrir 2 autres boutiques à Chengdu et Qingdao.
En 2020, le Pdg de Fermob, Bernard Reybier est nommé à la tête du Family Business Network Auvergne-Rhône-Alpes qui regroupe 200 entreprises à capitaux familiaux de la Région, soit 11 milliards d’euros de chiffre d’affaires cumulé et 40 000 emplois. Le Family Business Network regroupe 17 000 membres dans 65 pays. Le réseau Français compte plus de 1 500 membres répartis dans toute la France et organise environ 80 événements par an.

## Organisation actuelle de l’entreprise

### Sites de production
Au travers de ses filiales Vlaemynck et Rodet, l’entreprise Fermob dispose actuellement hors son siège social de 3 sites de production industrielle :
- atelier Fermob Thoissey / Saint-Didier-sur-Chalaronne (Ain) ;
- ateliers Vlaemynck de l’agglomération de Mâcon à Charnay-lès-Mâcon (Saône-et-Loire) avec le show-room près de l’autoroute A6 et de la gare de Mâcon-Loché-TGV[12]. (Usine modernisée de 13 000 mètres carrés[18]) ;
- atelier Rodet à Anneyron (Drôme).

### Collaborations et designers
Pour concevoir son mobilier, Fermob sollicite des designers et des stylistes reconnus qui collaborent régulièrement ou de façon exceptionnelle ,, :
- Frédéric Sofia ;
- Patrick Jouin ;
- Andrée Putman ;
- Jean-Charles de Castelbajac ;
- Christophe Pillet ;
- Pascal Mourgue ;
- Terence Conran ;
- Jean Baptiste Auvray.